# Pyhrn-Schoberachse

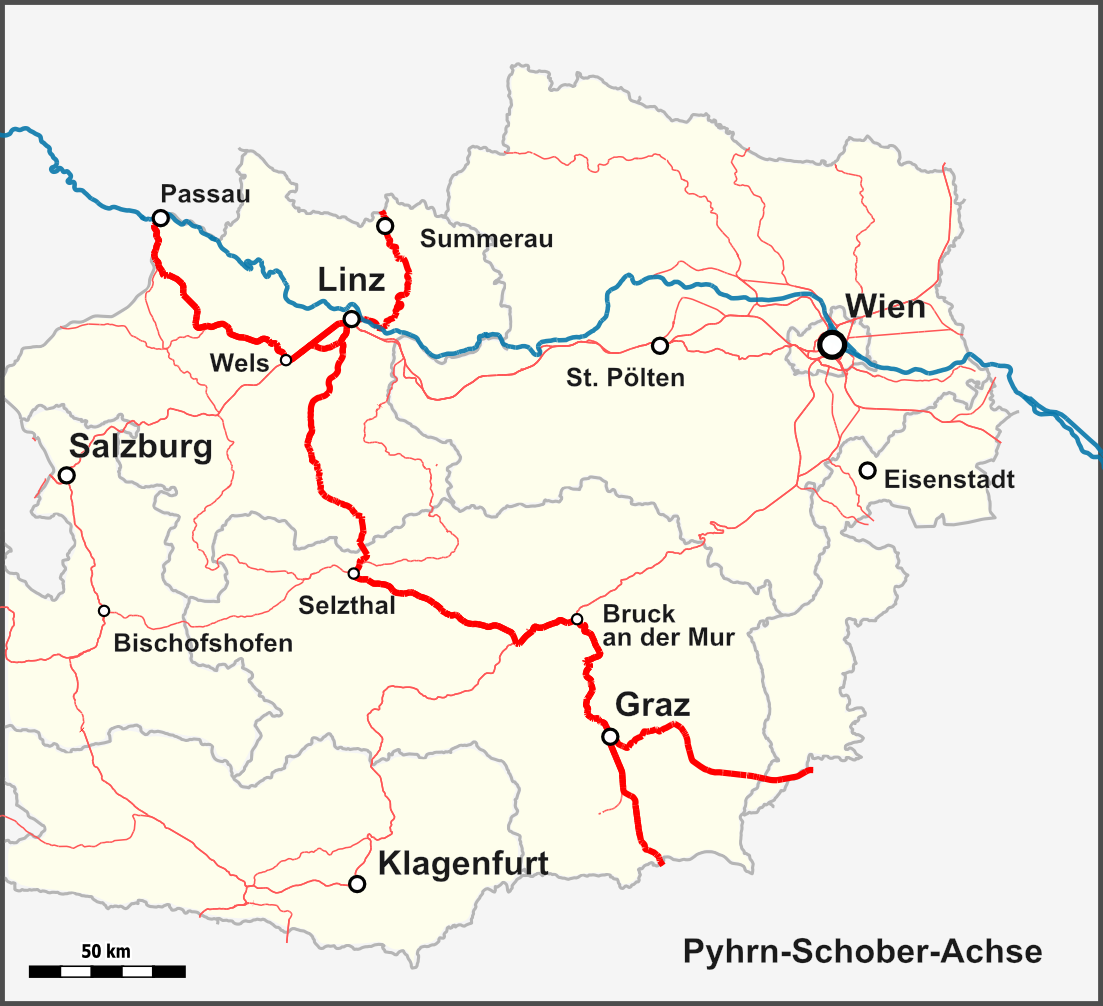
Karte der Pyhrn-Schoberachse

Die Pyhrn-Schoberachse ist ein Nord-Süd-Eisenbahnkorridor in Österreich, der eine wichtige Bedeutung für den Güterverkehr hat. Er ist nach der Pyhrnbahn und dem Schoberpass benannt.
Die Pyhrn-Schoberachse verläuft ähnlich zum Paneuropäischen Verkehrskorridor X von den Grenzbahnhöfen Passau/Summerau (Summerauer Bahn) über Linz, Selzthal, Bruck an der Mur nach Graz und von dort aus über die Südbahn nach Slowenien oder die Steirische Ostbahn nach Ungarn.
Ein Ausbau der Achse ist seit den 1990ern geplant. Derzeit wird Pyhrnbahn Linz–Selzthal ausgebaut.

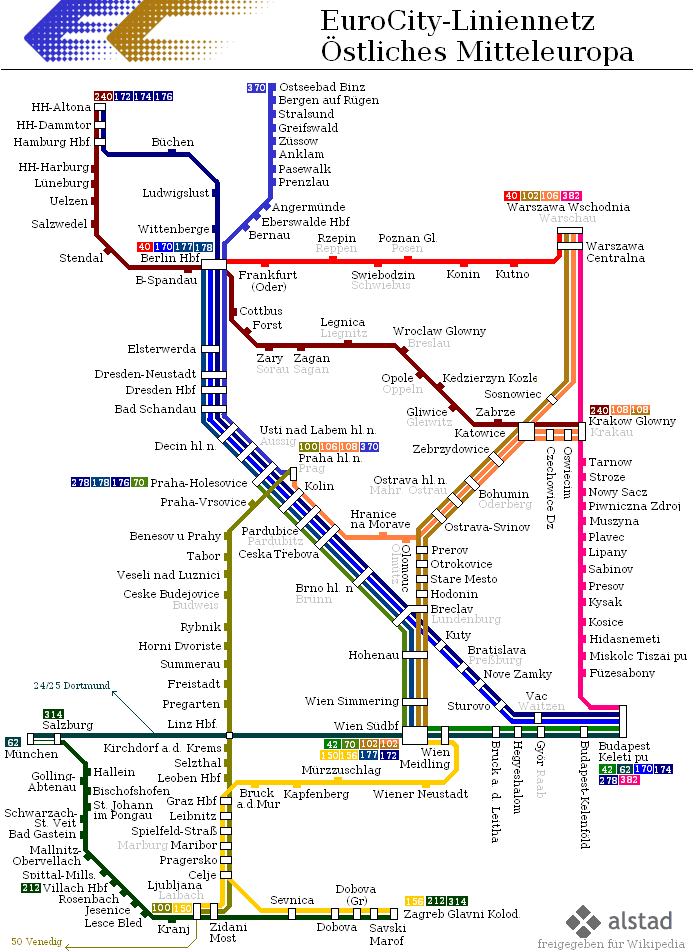
EC 100/101 über die Pyhrn-Schoberachse (2008)

Von 2005 bis 2008 befuhr der EuroCity „Jože Plečnik“ von Prag nach Laibach die Pyhrn-Schoberachse.